# 地質調査
地質調査（ちしつちょうさ、英語: geological survey）とは、学術的な目的や資源探査等産業関連の目的のために地下構造（地質）を解明するため行う調査のことである。
通常、露頭の観察を元に行う調査のことを指すが、広義には、重力計や地震波を用いた物理探査やボーリング、リモートセンシングなども含まれる。

## 一般的な手法
野外で調査を行う前にまず事前調査を行う。事前調査には、付近地域の地質図や論文等による文献調査、空中写真や衛星画像、地形図による解析がある。
野外調査では、事前調査によって把握した情報を元に、調査ルートを決定し、露頭を探すところから始まる。露頭では、地層や岩石を観察し、層理面や断層面の走向・傾斜はクリノメーターを使って測定する。調べたことはフィールドノートやルートマップに記録する。必要に応じて岩石や化石の採集を行う。そして、地質調査の結果をもとにして柱状図や地質図を作成する。
通常、その日の調査で得た観察や測定の結果は、その日の内に整理・解析される。これは、長期間にわたって行われる調査においては、翌日以降の調査を効率的に進めるために、特に重要である。

## 日本における地質調査基準策定
2000年、日本地質学会は、地質学の調査法の基本と全体像を若手研究者や技術者に提供することを目的とした“地質基準”を策定した。これは、地質調査を行うにあたり調べなければならない事項を、得ようとする成果によって、必要最低限の調査項目であるDから、国際学会発表レベルの調査項目であるAまでの4段階に系統的に区分けし、もって「地質の理解」という研究者・技術者共通の目的を基準化しようという試みだった。
この基準は、得ようとする成果で規定された「性能基準」であり、その現状や調査手法については規定していなかったため、別途、説明書が作成され、また最低限の調査項目であるD基準の調査手法について解説書がまとめられ、発表された。

## 地質調査所
- アメリカ地質調査所 (USGS)
- 英国地質調査所 (BGS)
- 地質調査総合センター（AIST/GSJ) - 独立行政法人産業技術総合研究所所属。1882年に農商務省地質調査所として創立、1925年に商工省所属となり、第二次世界大戦後に通商産業省工業技術院地質調査所となる。2001年の中央省庁改編に伴う独立行政法人化で産業技術総合研究所地質調査総合センターとなった。